# La Peca (distrito)
La Peca é um distrito peruano localizado na Província de Bagua, departamento Amazonas. Sua capital é a cidade de La Peca.

## Transporte
O distrito de La Peca é servido pela seguinte rodovia:
- AM-100, que liga o distrito a cidade de El Parco